# Lisewo Kościelne (gromada)
Lisewo Kościelne – dawna gromada, czyli najmniejsza jednostka podziału terytorialnego Polskiej Rzeczypospolitej Ludowej w latach 1954–1972.
Gromady, z gromadzkimi radami narodowymi (GRN) jako organami władzy najniższego stopnia na wsi, funkcjonowały od reformy reorganizującej administrację wiejską przeprowadzonej jesienią 1954 do momentu ich zniesienia z dniem 1 stycznia 1973, tym samym wypierając organizację gminną w latach 1954–1972.
Gromadę Lisewo Kościelne z siedzibą GRN w Lisewie Kościelnym utworzono 31 grudnia 1959 w powiecie inowrocławskim w woj. bydgoskim z obszarów zniesionych gromad Palczyn i Jordanowo (bez wsi Wojdal i Leszcze) w tymże powiecie.
W 1961 roku gromada miała 23 członków gromadzkiej rady narodowej.
1 stycznia 1972 gromadę Lisewo Kościelne połączono z gromadą Złotniki Kujawskie, tworząc z ich obszarów gromadę Złotniki Kujawskie z siedzibą Gromadzkiej Rady Narodowej w Złotnikach Kujawskich w tymże powiecie (de facto gromadę Lisewo Kościelne zniesiono, włączając jej obszar do gromady Złotniki Kujawskie).